# Leonid Vukólov
Leonid Serguéyevich Vukólov –en ruso, Леонид Сергеевич Вуколов– (Moscú, 29 de mayo de 1938) es un deportista soviético que compitió en ciclismo en la modalidad de pista, especialista en la prueba de persecución por equipos.
Ganó dos medallas en el Campeonato Mundial de Ciclismo en Pista, oro en 1966 y bronce en 1966.

## Medallero internacional
| Campeonato Mundial | Campeonato Mundial      | Campeonato Mundial | Campeonato Mundial          |
| Año                | Lugar                   | Medalla            | Competición                 |
| ------------------ | ----------------------- | ------------------ | --------------------------- |
| 1965               | San Sebastián ( España) | Medalla de oro     | Persecución por equipos (A) |
| 1966               | Fráncfort ( RFA)        | Medalla de bronce  | Persecución por equipos (A) |